# Жорж Манджек
Жорж Констан Манджек (на френски: Georges Constant Mandjeck, роден на 9 декември 1988 в Дуала) е футболист от Камерун. През сезон 2009/10 играе за втородивизионния германски Кайзерслаутерн.
Дефанзивният полузащитник, който също играе и на позицията централен защитник, произлиза от футболната школа „Каджи Спортс Академи“ (КСА). Там той играе за отбора на училището, който изпада от камерунската първа дивизия през 2006 г.
Манджек преминава през различните младежки национални отбори на своята страна от играчи до 15 до 23-годишна възраст, като изиграва около 40 мача и взема участие за първенството на Африка за младежи през 2007 г.
През сезона 2007/08 футболистът преминава в германския шампион Щутгарт. В столицата на Баден-Вюртемберг Манджек подписва и първия си професионален договор, а дебютът му за „швабите“ е на 25 юли 2007 г. срещу Байерн Мюнхен в среща за германската Купа на лигата, когато влиза в игра в 89. минута на мястото на Антонио да Силва. Така или иначе наставникът на Щутгарт Армин Фее не разчита на камерунеце през есенния дял на сезона в Първа Бундеслига и играчът е преотстъпен на втородивизионния Кайзерслаутерн за пролетта. С екипа на „червените дяволи“ Манджек изиграва първата си среща на 1 февруари 2008 г. в мач срещу Борусия Мьонхенгладбах. Кайзерслаутерн по това време са в позиция да се борят за оцеляването си във втора дивизия и Манджек помага на отбора си да се спаси. Той изиграва 10 срещи с червената фланелка, но получава и един червен картон при нулевото равенство срещу Ерцгебирге Ауе.
През 2008 г. халфът е повикан в олимпийския състав на Камерун за Летните олимпийски игри в Пекин. Там той изиграва два мача и в първата среща на отбора си отбелязва решителен гол.
След завръщането си в Щутгарт Манджек дебютира в Първа Бундеслига на 13 септември 2008 г. при 0:0 срещу Хофенхайм, когато влиза на мястото на Халид Буларуз в 84. минута.
За сезон 2009/10 Манджек отново е преотстъпен на Кайзерслаутерн, този път за срок от една година.